# Ангерло
Ангерло (нід. Angerlo) — село в нідерландській провінції Гелдерланд. Входить до муніципалітету Зевенар.
Перша згадка про населений пункт датується 1025-им роком, а його назва перекладається як «ліс біля лугу». До 2005 року мало статус окремого муніципалітету.

## Галерея

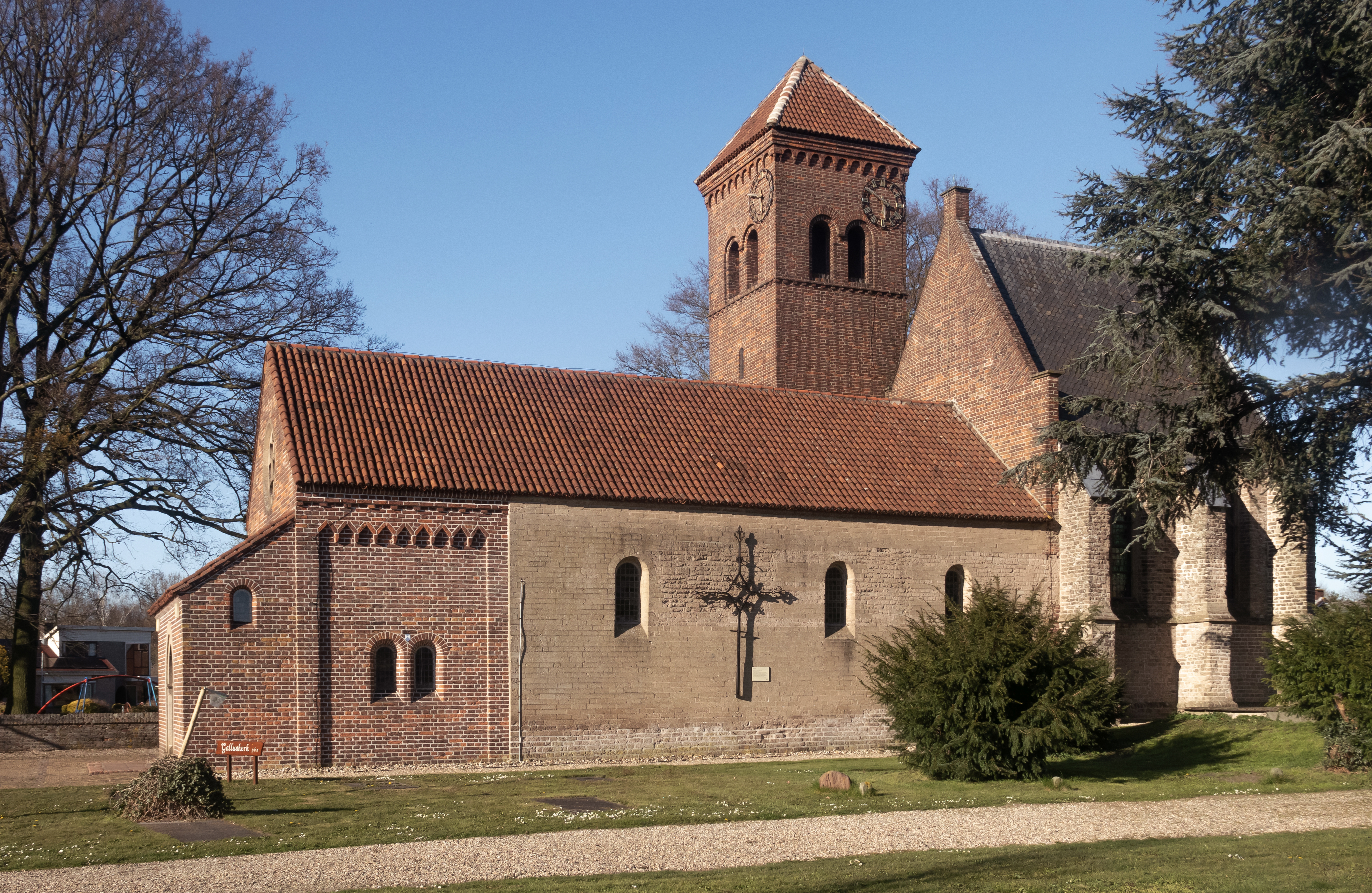
Церква
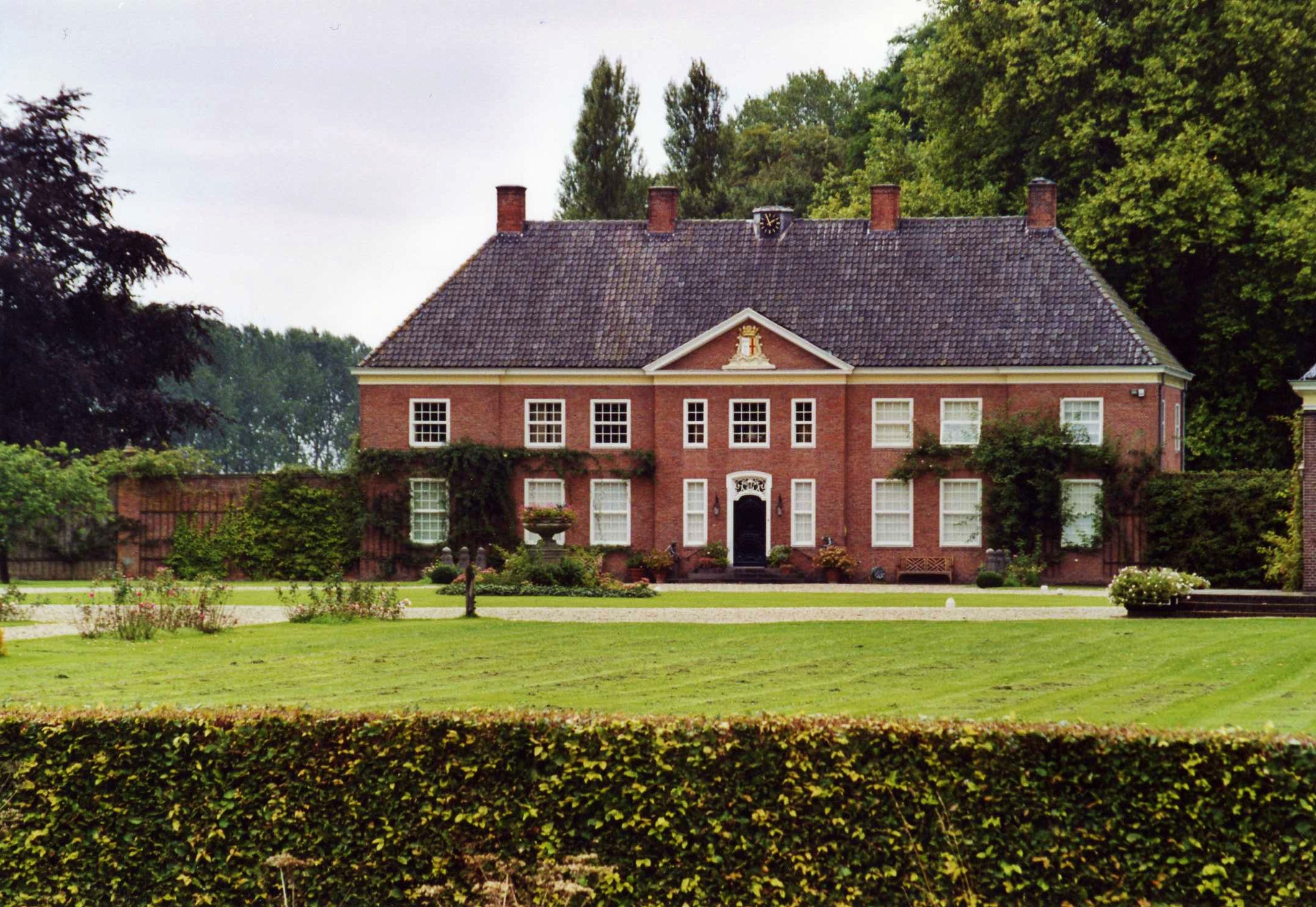
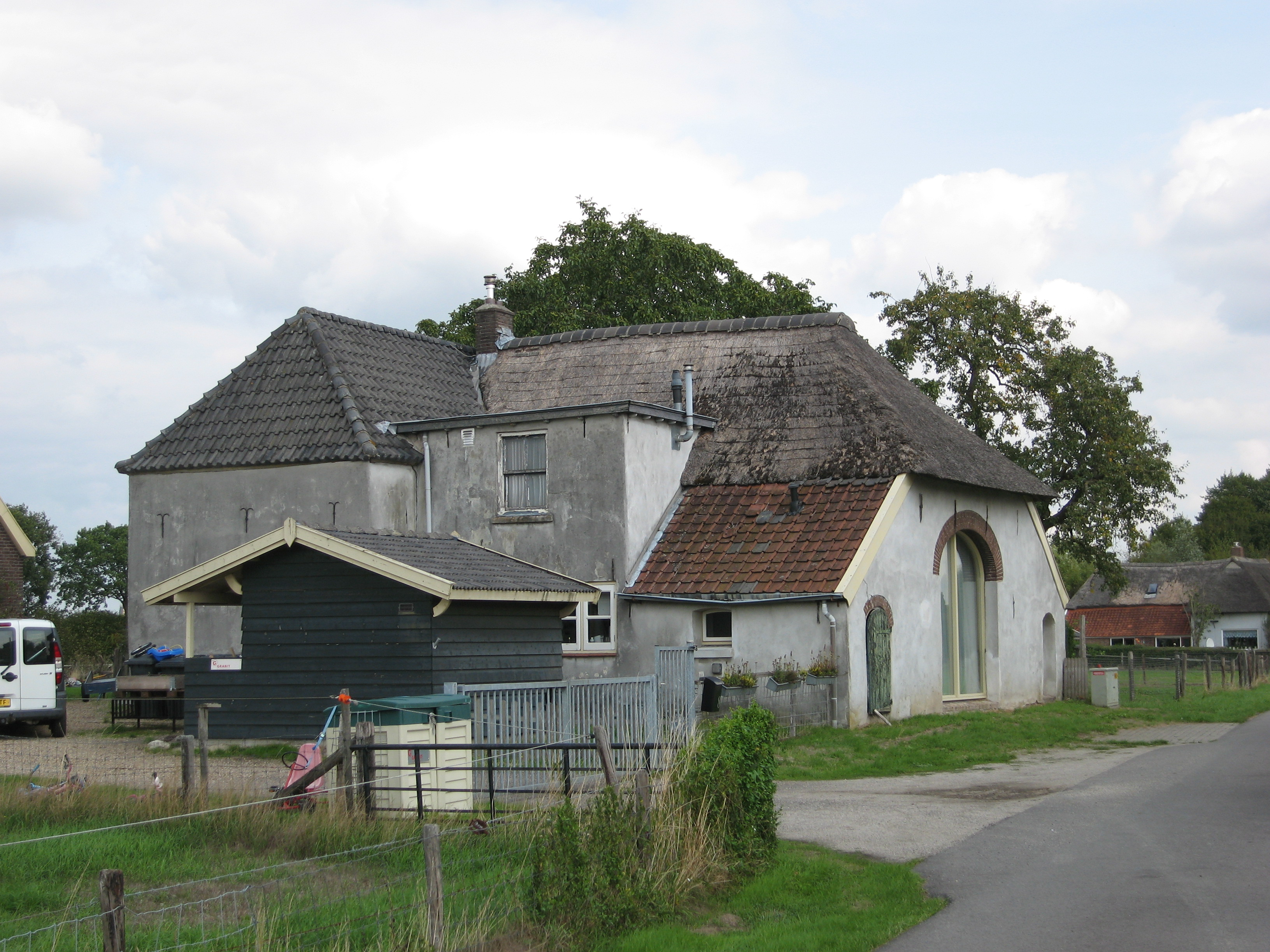
Ферма
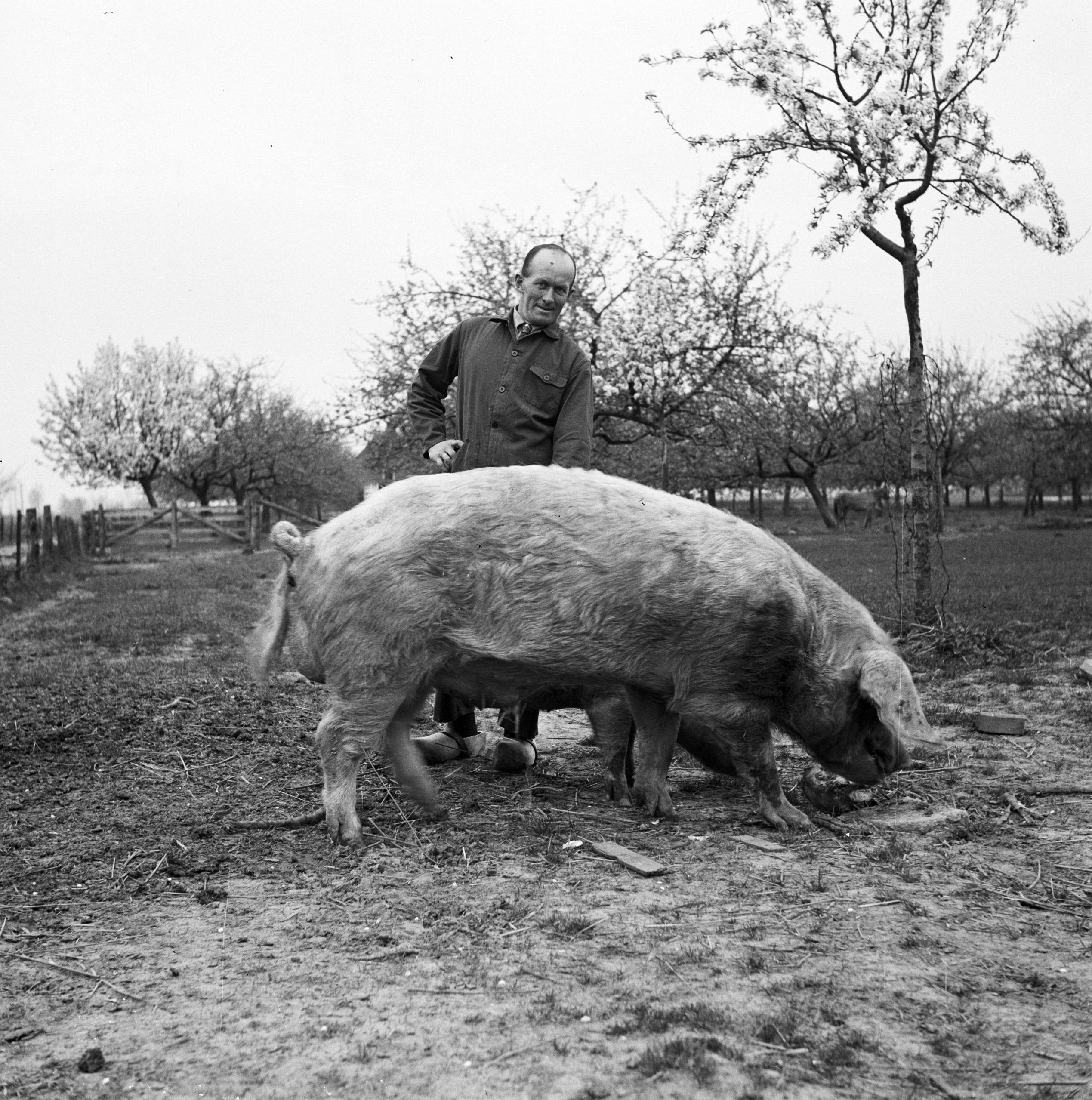
На фермі в Ангерло (світлина 1932 року)